# Melk
Melk (česky Medlík) je okresní město v Dolním Rakousku. Leží na řece Dunaj, na západní hranici údolí Wachau, v nadmořské výšce 213 m. Jeho dominantní stavbou je klášter Melk na návrší nad městem. Žije zde přibližně 5 500 obyvatel.

## Dějiny
Město je poprvé zmíněno jako Medilica v roce 831 v souvislosti s donací Ludvíka II. Němce, slovo Medilica pochází ze slovanského jazyka (v jiných variantách je např. Magilicha, podobně jako Mödling/Medilihha, Mogilno či Mohelnice/Mogilnici). Melk učinil svým sídlem v roce 976 vévoda Leopold I. Babenberský. V roce 1089 předává Leopold II. Babenberský hrad benediktinům. Je přestavěn na klášter, jenž se stává známým díky své škole a knihovně. Ve spolupráci s humanisty vídeňské univerzity zde začala v 15. století tzv. Melcká reforma. Zlatá doba melckého kláštera je počátek 18. století, kdy opat Dietmayer nechal komplex barokně přestavět.

## Doprava
Melk leží na hlavní železniční trati Vídeň – Linec – Salcburk, na dálnici A1 Vídeň – Linec – Salcburk a má i dunajský říční přístav.
Vede tudy i Dunajská cyklostezka, která je součástí evropské dálkové cyklotrasy Eurovelo 6.

## Pamětihodnosti
Vedle barokního, původně románského benediktinského kláštera, je ve městě řada dalších památek:
- Radnice z roku 1575 a řada historických domů na náměstí
- Kašna se sochou sv. Kolomana z roku 1689 uprostřed náměstí
- Kostel Nanebevzetí Panny Marie z konce 15. století
- Zbytky hradeb podél dunajského ramene

## Turismus
Oblast mezi Melkem a Ybbs an der Donau se označuje jako Nibelungengau a odkazuje k Písni o Níbelunzích. V oblasti se nachází několik míst, kde se odehrávají děje ze začátku druhého dílu eposu.

### Galerie

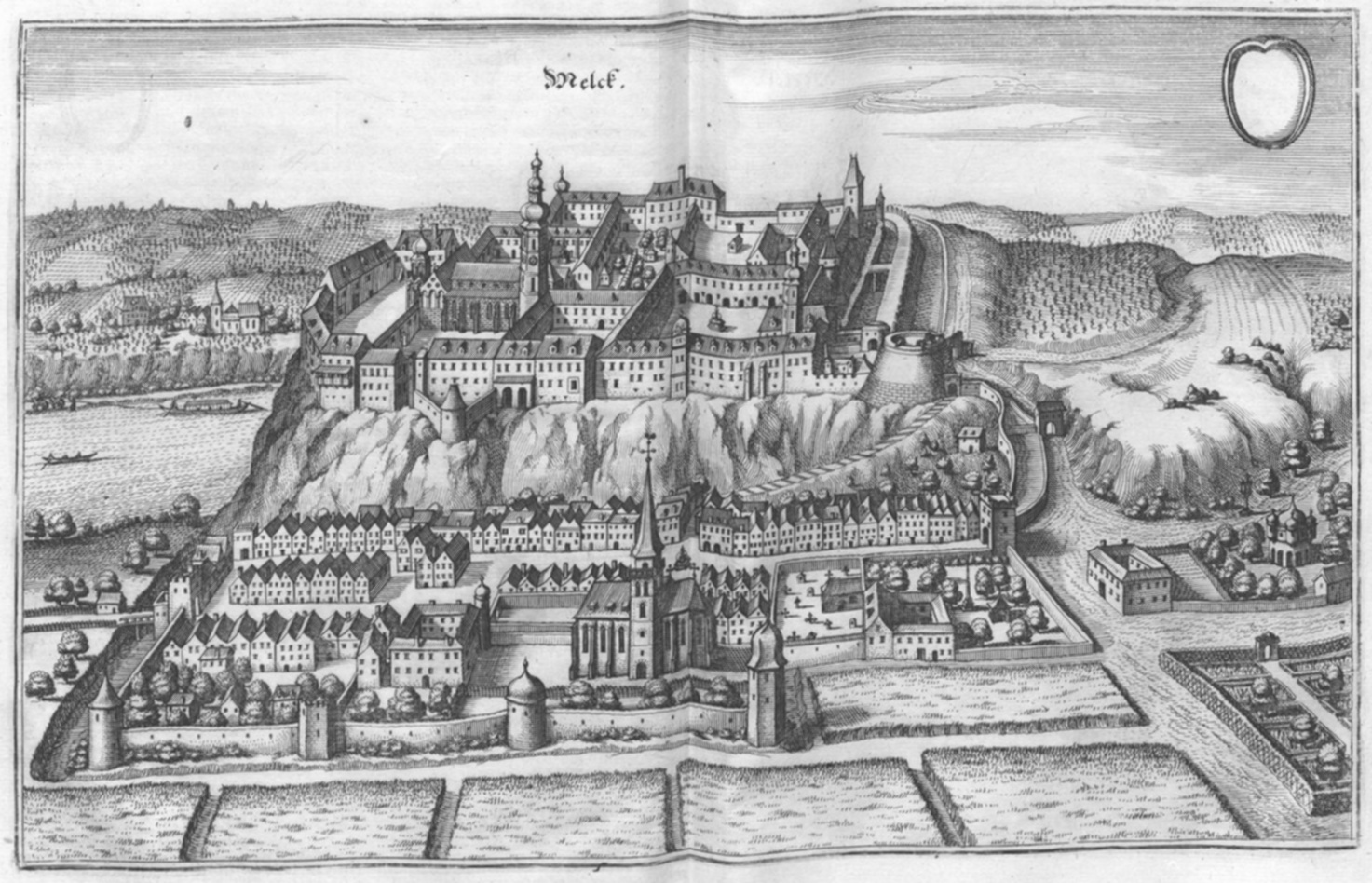
M. Merian: Melk roku 1679
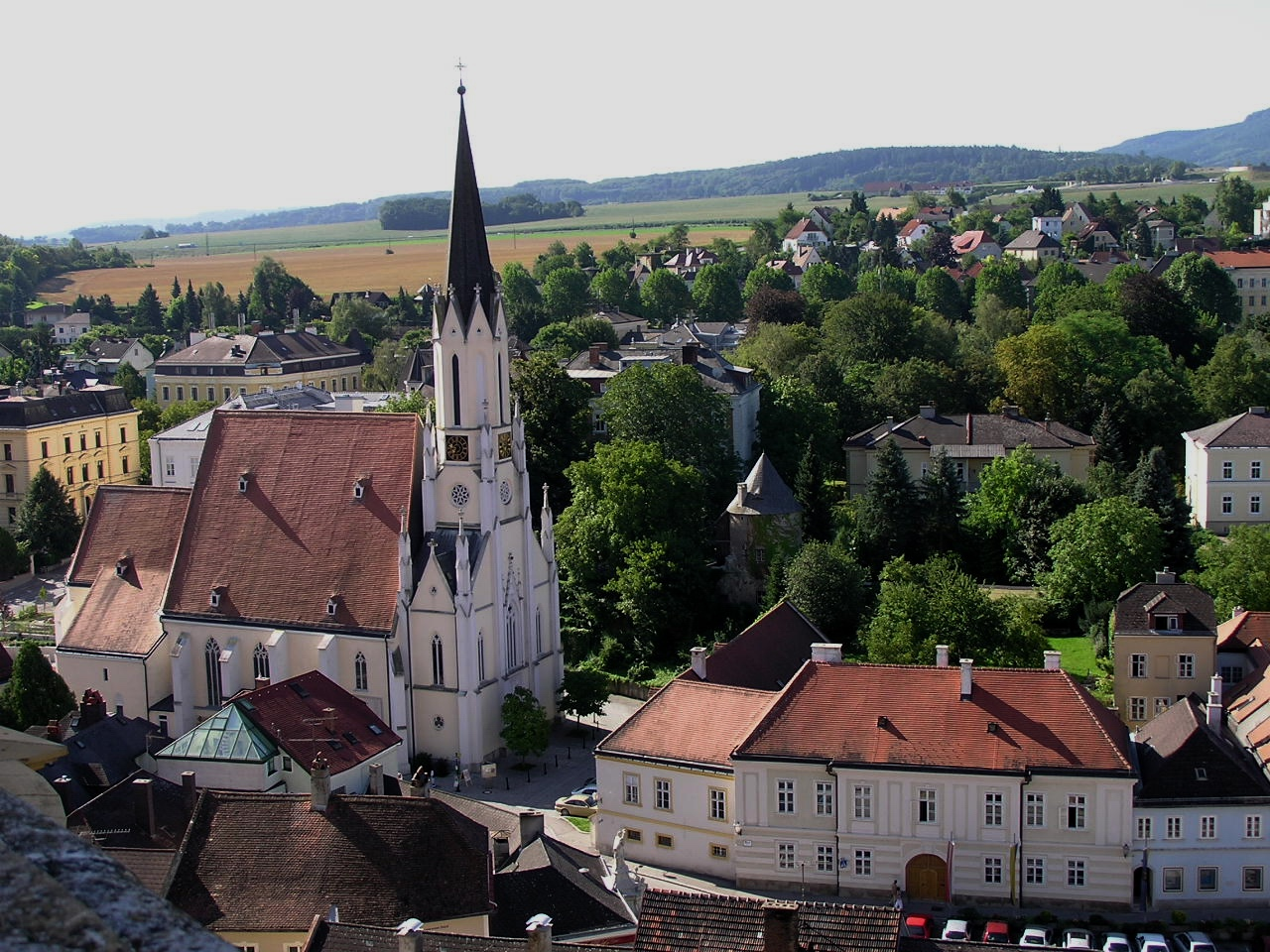
Městský kostel
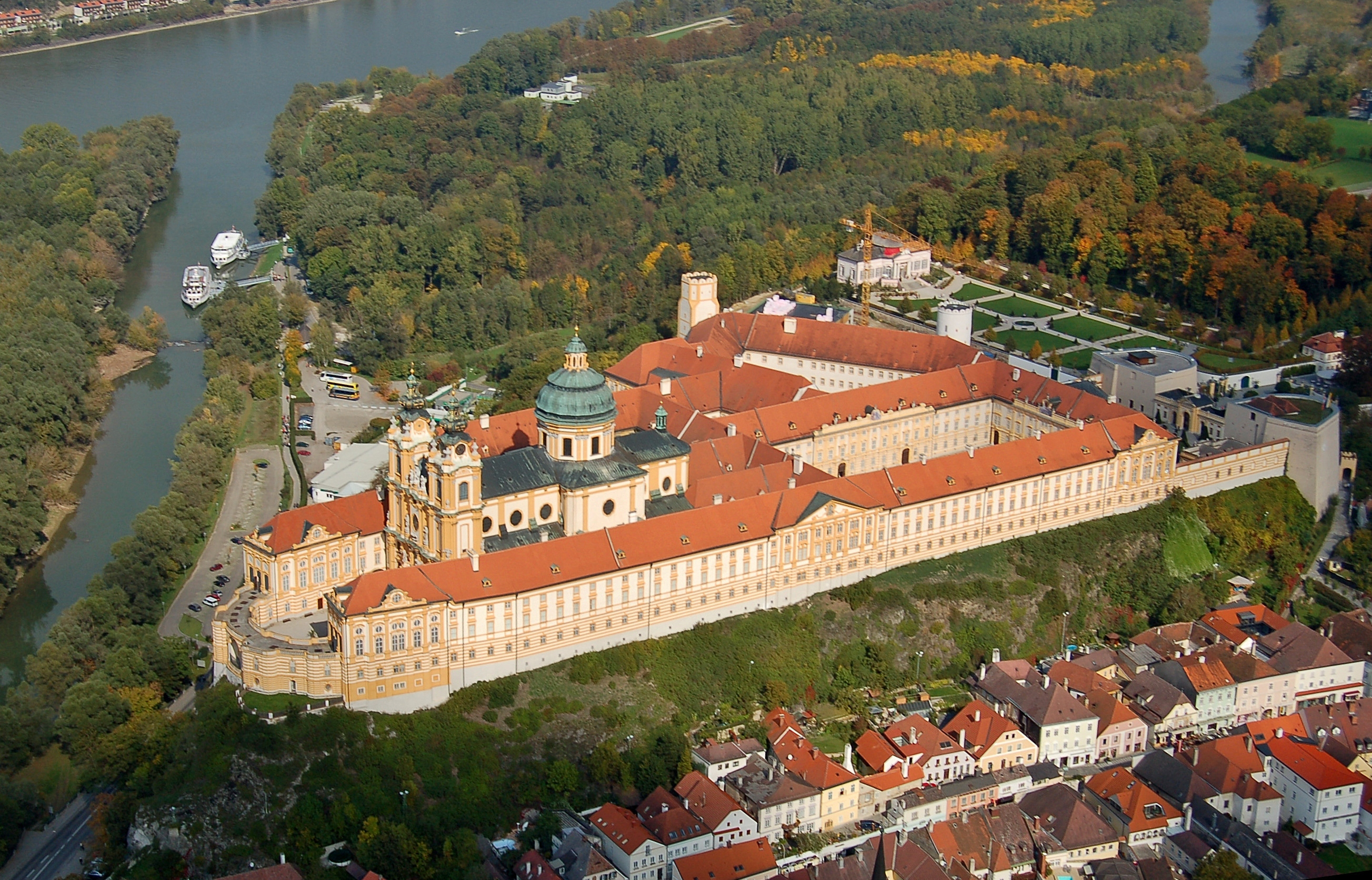
Klášter, letecký pohled
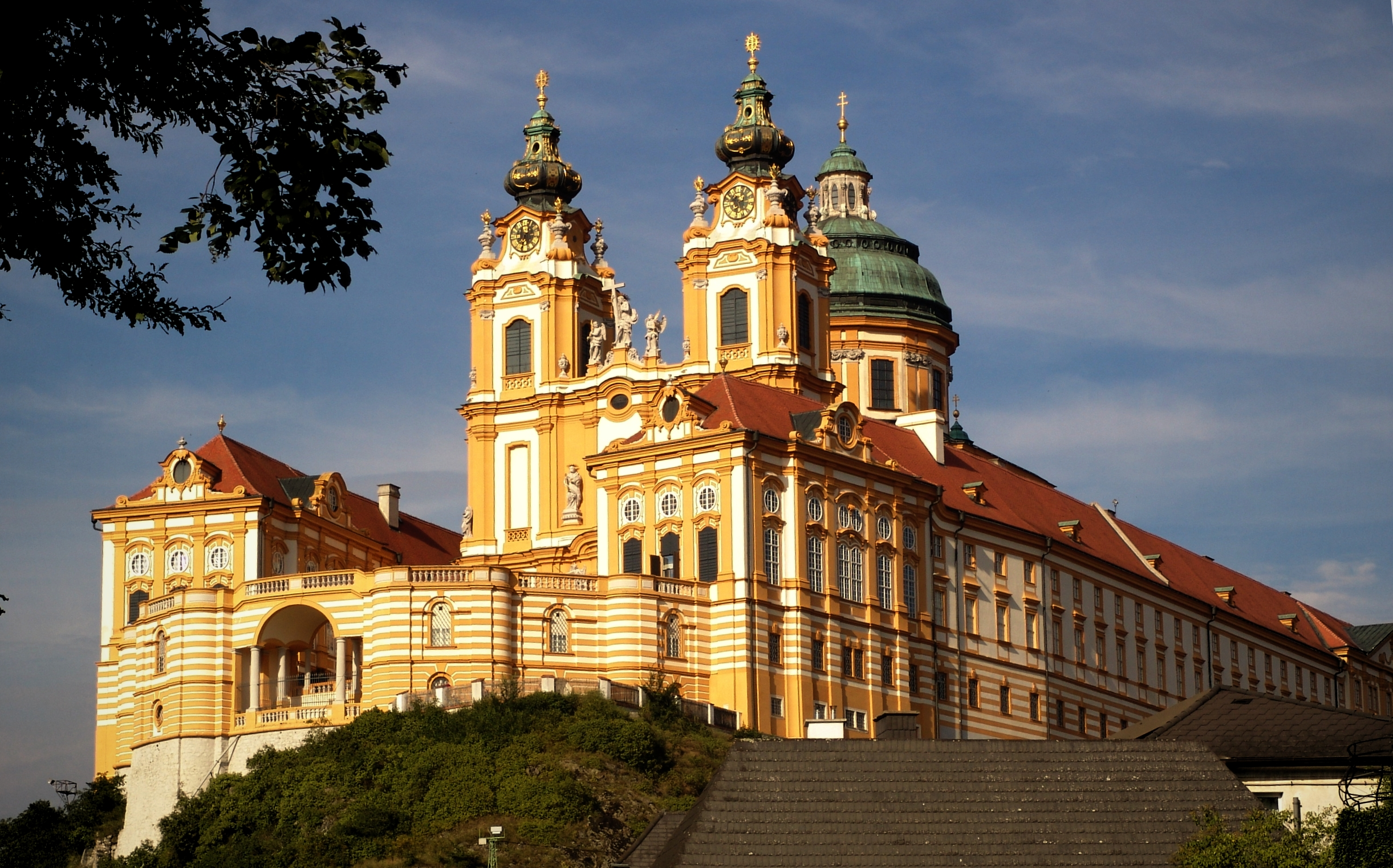
Klášter zdola
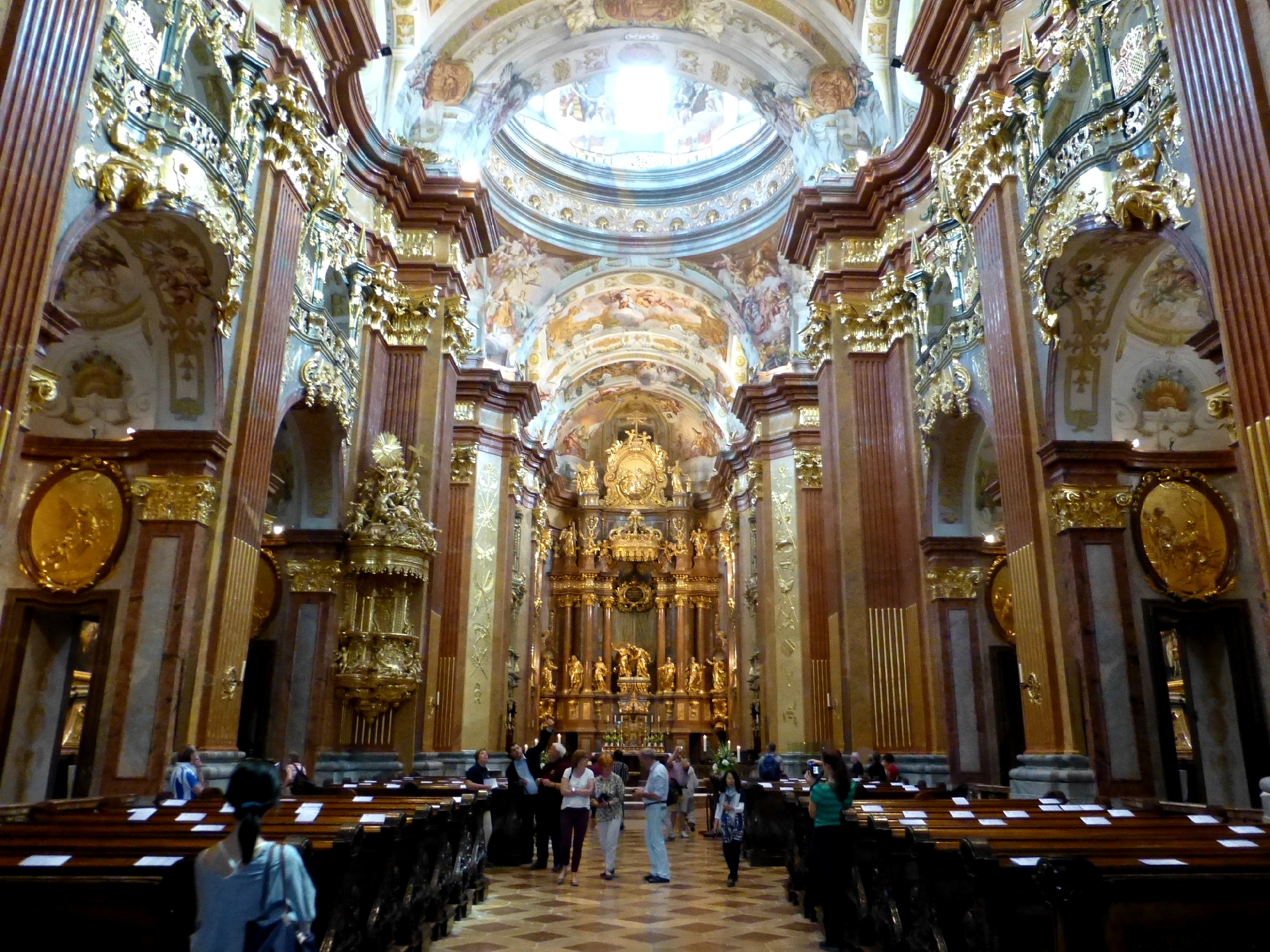
Klášterní kostel, vnitřek